# Багаутдинов, Ягуда Гильмутдинович
Ягуда Гильмутдинович Багаутди́нов (1922—2000) — бригадир Чулпановской комплексной бригады колхоза «Октябрь», Башкирская ССР. Ветеран Великой Отечественной войны, Герой Социалистического Труда.

## Биография
Родился 3 января 1922 года в деревне Чулпан Благоварского района в семье крестьянина.
Трудовую деятельность начал в юном возрасте разнорабочим колхоза «Чулпан». С 1937 года работал грузчиком на Уфимском моторостроительном заводе, февраля 1939 года — грузчиком на железнодорожной станции Сучан Приморского края.
22 июня 1941 года был призван в ряды Советской Армии и прошёл трудными дорогами войны до дня Победы над фашистской Германией. Служил на различных фронтах, в различных родах войск в должности стрелка, командира отделения, старшины. Участвовал в боях под Старой Руссой, Ленинградом, Харьковом, участвовал в форсировании Днепра, освобождении Прибалтики, Польши, Румынии. День Победы старшина Багаутдинов встретил в Румынии. За годы войны получил три тяжелых ранения.
После демобилизации в мае 1946 года он вернулся к мирному труду в родную деревню Чулпан Кучербаевского сельсовета. И уже через неделю вышел на работу в полеводческую бригаду. С февраля 1950 года на протяжении 35 лет до выхода на пенсию — Багаутдинов работал бригадиром Чулпановской комплексной бригады колхоза «Октябрь». Возглавляемая им бригада постоянно добивалась высоких урожаев, была неоднократно победителем трудового соревнования колхозов и совхозов района, участником ВДНХ СССР. Багаутдинов Я. Г. был участником третьего съезда колхозников в Москве, где ему вручили Золотую звезду Героя.
Умер 20 марта 2000 года.

## Награды
- Герой Социалистического Труда (1966).
- За участие в войне был награждён орденами Красной Звезды, Отечественной войны 1 степени, медалями «За отвагу», «За взятие Кенигсберга», «За победу над Германией». За достижение высоких производственных показателей был награждён орденом Октябрьской Революции и бронзовой медалью ВДНХ.